# Skywalker Ranch

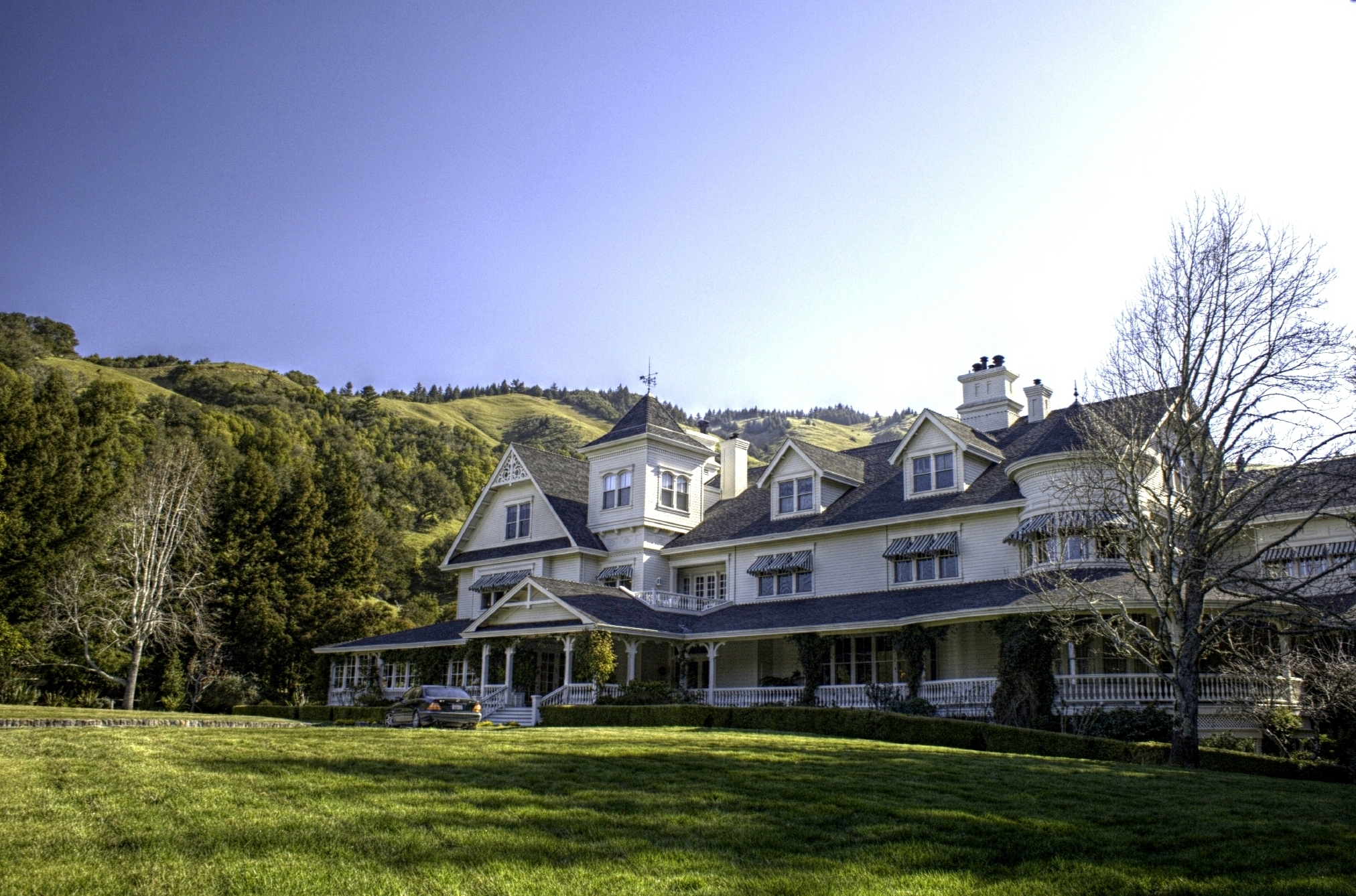
Hauptgebäude der Skywalker Ranch

Skywalker Ranch ist der Name einer Ranch, die dem Regisseur und Filmproduzenten George Lucas gehört, und auf der sich ein überwiegender Teil seiner Filmproduktion befindet. Die Ranch ist nach der Filmfigur Luke Skywalker aus den Star-Wars-Filmen benannt. Sie liegt in einer abgeschiedenen Gegend in der Nähe von Nicasio im kalifornischen Marin County. 
Sie liegt an der Lucas Valley Road, wobei die Straße nicht nach George Lucas benannt wurde, sondern nach einem Großgrundbesitzer aus derselben Gegend. Die Ranch verfügt aus Sicherheitsgründen über eine eigene Feuerwehr und ist nicht für die Öffentlichkeit zugänglich. 
Stück für Stück wurde sie ab September 1978 aufgebaut (zuvor handelte es sich um die Bull Tail Ranch) und hat nach Aussage des Wall Street Journals bis zu 100 Millionen Dollar gekostet. Nachdem sich anliegende Rancher darüber beschwert haben, dass die Skywalker Ranch die Umgebung verschmutzen würde, kaufte Lucasfilm 12 km² zusätzliches Land an, was die Ranch auf insgesamt 19 km² vergrößerte. Nur 60.000 m² werden wirklich genutzt.
Skywalker Ranch wurde von George Lucas im Sinne eines „Rückzugsortes für Filmemacher“ gestaltet, nicht als ein Hauptsitz für seine Geschäftstätigkeiten. Die Hauptgeschäftsstelle von Lucasfilm, Industrial Light & Magic und LucasArts befinden sich im Letterman Digital Arts Center in Presidio bei San Francisco.  Lucas selbst wohnt nicht auf der Ranch.

## Sonstiges
Das Haupthaus der Skywalker Ranch inspirierte die Entwickler des Computer-Adventures Maniac Mansion für das Gebäude im Spiel.